# Reyna Diez
Carmen Josefina Suárez Wilson de Diez, (Pergamino, 16 de mayo de 1914- 21 de mayo de 2001), conocida como Reyna Diez, fue una militante política, referente de las luchas por los Derechos Humanos, docente, escritora y primera decana mujer de la Facultad de Humanidades Ciencias de la Educación (FaHCE), de la Universidad Nacional de La Plata, en el período 1973-1974.

## Biografía
Reyna Diez, nació en la ciudad de Pergamino, Argentina, el 16 de mayo de 1914 y creció en Junín. Estudió Letras de la Facultad de Humanidades y Ciencias de la Educación. A comienzos de los años 1940 se instalaron en Los Toldos, donde Reyna fundó y dirigió el primer colegio secundario de la localidad. Aunque no fue afiliada peronista, con el derrocamiento de Juan Domingo Perón Reyna perdió su trabajo en la escuela.  

### Trayectoria Académica
A principios de los años 1960 Reyna Diez regresó a La Plata y trabajó como docente en la Escuela Superior de Bellas Artes y en el Bachillerato de Bellas Artes de la Universidad Nacional de La Plata. Tras ser readmitida como estudiante de Letras en la Facultad de Humanidades y Ciencias de la Educación (FAHCE), rindió el 20 de diciembre de 1963, el último final y obtuvo el título de Profesora de Enseñanza Secundaria Normal y Especial en Letras. Desde entonces, trabajó en el Colegio Nacional, en la Facultad de Ingeniería, en la radio de la Universidad como redactora y en la misma Facultad de Humanidades y Ciencias de la Educación.
Por otra parte, se inscribió en el Doctorado en Letras de la UNLP a fines de 1968. Como tema de tesis propuso la Polémica Literaria Argentina y como padrino/director al Dr. Juan Carlos Ghiano. Desde 1971 la profesora Reyna Diez fue ayudante diplomada de la cátedra de Introducción a la Literatura, cuyo titular era Raúl Castagnino, y trabajó en el Instituto de Literatura Argentina e Iberoamericana de la Facultad.

#### Jefa Interventora del Departamento de Letras FAHCE (UNLP)
Durante la primavera camporista, el Departamento de Letras de la Facultad de Humanidades y Ciencias de la Educación de La Plata fue ocupado por una parte significativa de sus estudiantes y trabajadores (docentes y no docentes) para reclamar el desplazamiento inmediato de su Jefa, una profesora que según entendían, expresaba el continuismo con la dictadura de la Revolución Argentina. En julio de 1973, el delegado interventor de la Facultad, el Dr. Ricardo J. I. Gómez, nombró a Reyna Diez como Jefa Interventora del Departamento:
Teniendo en cuenta la necesidad de renovar la orientación de dicho Departamento de acuerdo a los lineamientos generales establecidos para la Universidad en el marco del Proyecto de Reconstrucción Nacional” y “Atento a los méritos que, por su trayectoria en la lucha por la liberación Nacional y su nivel Académico, ostenta la Profesora... 
Las medidas en el Departamento que ella tuvo a cargo promovieron cambios de currícula y prácticas de funcionamiento interno de las cátedras, con propuestas nacidas de un proceso de permanentes reuniones interclaustros. Estas expresaron la voluntad de confluencia de estudiantes, trabajadores docentes y no docentes del peronismo revolucionario y afines que querían sentar las bases para la Nueva Universidad, parafraseando el proyecto que la Federación Universitaria de la Revolución Nacional (FURN) platense difundió ese mismo año.
Entre las numerosas transformaciones curriculares que se propusieron en Letras a fines de 1973, se cuenta la creación de las cátedras Literatura y Cultura Latinoamericana I y II. La I quedó, precisamente a cargo de Reyna. 

#### Primera Decana de la FAHCE (UNLP)
En la Facultad de Humanidades de La Plata la militancia universitaria promovió a Reyna Diez para suceder al decano Ricardo Gómez cuando Francisco Camperchioli Masciotra reemplazó al rector interventor Rodolfo Mario Agoglia, tras la sanción de la Ley orgánica para las universidades nacionales N° 20.654.
Reyna no era la primera mujer en alcanzar un puesto de conducción en la Universidad Nacional de La Plata ya que, en junio de 1973 Rodolfo Agoglia había nombrado a María Ermelinda Clemencia Conosciuto como Delegada Interventora de la Facultad de Odontología, pero sí la primera de la FaHCE y la primera en ser nombrada por iniciativa de los diferentes claustros, con especial apoyo de los estudiantes y trabajadores no docentes del peronismo revolucionario agremiados en ATULP. 
Su breve gestión comenzó el 23 de abril de 1974 y coincidió con hechos tan conmocionantes como la muerte de Juan Domingo Perón y el avance del lopezrreguismo, que le imprimieron a esa época un ritmo aún más vertiginoso que a los meses previos. En agosto de 1974 la patota local de la Concentración Nacional Universitaria (CNU) intentó fallidamente secuestrarla.
En octubre de 1974, tras los crímenes de los dirigentes Rodolfo Achem y Carlos Miguel, el rector Camperchioli, los decanos de todas las facultades y sus secretarios se reunieron ante escribano para presentar sus renuncias como un hecho político de repudio. Desde entonces, la universidad fue ocupada en el marco de la Misión Ivanissevich y permaneció cerrada hasta el 21 de noviembre cuando desembarcó como interventor el economista Pedro José Arrighi. En los primeros meses de 1975 Reyna Diez fue progresivamente dejada cesante en todos sus cargos.

### Militancia Política
En sus años como estudiante en la década de 1930 se vinculó con diferentes perspectivas políticas y se integró al grupo anarquista platense liderado por José María Lunazzi. A raíz de un caso en particular, Los presos de Bragado, recorrió varias provincias del norte organizando mítines de solidaridad y convocando a la organización a los trabajadores y trabajadoras. Los comienzos de la década de 1970 la encontraron luchando desde diferentes espacios y organizaciones por la libertad de los presos políticos. Su voz se hizo conocida entre los jóvenes en las organizaciones antirrepresivas como la Comisión de Familiares de Presos Políticos, Estudiantiles y Gremiales (COFAPPEG) y la Comisión de Familiares de Detenidos (COFADE)  de la región, reclamando contra la criminalización y las condiciones de detención que la dictadura de Lanusse imponía a los jóvenes revolucionarios. Su hijo Rolando estaba preso desde 1971.   

En el documental Informes y Testimonios, La tortura política en la Argentina, 1966-1972, puede escucharse a Reyna interpelar a los espectadores a comienzos de 1973:
Las mujeres tenemos que tomar una actitud viva; tenemos que tomar una actitud decidida; no basta la lágrima, no basta la solidaridad; no basta la compañía afectuosa de la carta, de todo lo que se necesite. Tiene que estar también la protesta y, si es necesario, formarse sobre la personalidad sumisa, cariñosa, afectiva, una nueva personalidad, luchadora, fuerte y belicosa. Todas las mujeres tienen que dar ese paso adelante.
Luego de ser cesanteada en 1975, la actividad de Reyna Diez volvió a concentrarse en la militancia por la defensa de los derechos humanos y la organización de espacios de base para la resistencia. Motivada por la prisión política de su hija Perla Diez en ese año, y por las violaciones a los derechos humanos durante la última dictadura. En ese período se produjo el secuestro y desaparición de su yerno Jorge Moura, el secuestro de su hija Diana y su marido Luis Rentani, así como el exilio de otros miembros de su familia.
Hasta su muerte, a los 87 años, Reyna siguió siendo impulsora de numerosas organizaciones, entre las que sin dudas se destacó la Asociación de Familiares de Detenidos Desaparecidos y Presos por Razones Políticas y Gremiales de La Plata, Berisso y Ensenada y la Federación Latinoamericana de Asociaciones de Familiares de Detenidos Desaparecidos (FEDEFAM), constituida a partir del Primer Encuentro Regional de Familiares de Detenidos Desaparecidos que se realizó en San José de Costa Rica en enero de 1981.
Reyna Diez falleció el 21 de mayo de 2001. Ese mismo año se presentó el documental Reyna dirigido por Andrea Scatena, testimonio de su vida y su de su compromiso.

### Reconocimientos y distinciones
El 16 de mayo de 2018 se realizó un homenaje a su trayectoria, iniciativa de la Comisión de Memoria, Recuerdo y Compromiso de la Facultad de Humanidades y Ciencias de la Educación.
El 28 de noviembre de 2019 fue declarada "Ciudadana Ilustre Post Mortem" por el Concejo Deliberante de Junín.